# Tony Hawks

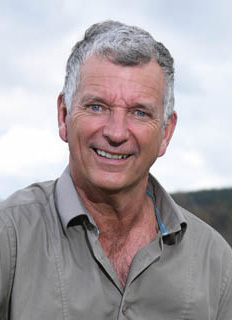
Tony Hawks (2020)

Anthony Gordon Hawks (* 12. Mai 1960 in Brighton als Anthony Gordon Hawksworth), kurz Tony Hawks, ist ein englischer Comedian und Schriftsteller. Internationale Bekanntheit erlangte er durch sein Buch „Mit dem Kühlschrank durch Irland“ (Originaltitel: „Round Ireland with a Fridge“), in dem er seine absurde Rundreise in Begleitung eines Kühlschranks beschreibt, die er aufgrund einer Wette antritt.

## Biografie
Tony Hawks studierte am Brighton College. Anfangs versuchte er, als seriöser Songschreiber und -sänger in das Showgeschäft einzutreten. Als Leiter des Trios Morris Minor and the Majors erreichte er im Jahr 1988 Platz 4 der britischen Charts mit der Rap-Parodie „Stutter Rap“. Die Gruppe verkaufte 220.000 Tonträger und war Nummer eins in Australien.
Hawks tritt heute als Stand-Up-Comedian auf und ist regelmäßig in britischen Comedy-Sendungen, darunter I’m Sorry I Haven’t a Clue, Just a Minute und Have I Got News for You, zu sehen. Darüber hinaus hatte er mehrere Rollen in der Serie Red Dwarf.

## Veröffentlichungen
Hawks hat vier Bücher veröffentlicht:
- „Mit dem Kühlschrank durch Irland“ (Round Ireland with a fridge)
 Tony Hawks’ erstes Buch resultierte aus dem (erfolgreichen) Versuch, mit einem Kühlschrank rund um Irland zu trampen, um eine Barwette zu gewinnen. Es wurden über 500.000 Exemplare verkauft.
- „Matchball in Moldawien“ (Playing the Moldovans at Tennis)
 Sein zweites Buch war ebenso ein Resultat einer Wette (mit dem Comedian Arthur Smith) im betrunkenen Zustand. Es ging darum, jeden Spieler der Moldauischen Fußballnationalmannschaft im Tennis zu besiegen.
- „Wunschkonzert. Ein Hit Geht auf die Reise“ (One Hit Wonderland)
 Hawks’ drittes Buch beschreibt den Versuch, an den Erfolg des „Stutter Rap“ anzuschließen, mit dem er etwa zehn Jahre vor der Handlung des Buches bei Top of the Pops auftrat und einen Chartplatzierung in den Top 20 erlangte. Das ist Ausgangspunkt einer Wette, diesen Erfolg innerhalb von zwei Jahren zu wiederholen.
 Nach erfolglosen Versuchen in Nashville, im Sudan und in Amsterdam gelingen erste Erfolge. Bei einem internationalen Gesangswettbewerb für Kinder in Bukarest entdeckt er eine Sängerin, allerdings erreichen die beiden mit einem Kinderlied keine Top-20-Platzierung. Sein Duett mit einer rumänischen Sängerin schafft er es lediglich in das Nachmittagsprogramm für Senioren in einem Programm der BBC.
 Zusammen mit Tim Rice komponiert Hawks das Lied „Big in Albania“ für Norman Wisdom, um dessen Popularität in Albanien auszunutzen. Die Filme mit Wisdom waren die einzigen westlichen Filme, die der damalige albanische Diktator Enver Hoxha aus ideologischen Gründen zuließ. Mit diesem Lied erreichen sie den achtzehnten Platz in den albanischen Hörer-Charts und Hawks gewinnt die Wette.
- „Mit dem Piano in die Pyrenäen“ (A Piano in the Pyrenees)
 Hawks’ viertes Buch resultierte aus seinem Erwerb eines Hauses in Bagnères-de-Bigorre (Frankreich). Zuvor hatte er beschlossen, dass, seinen Seelenfreund zu treffen und ein „idyllisches Haus“ irgendwo auswärts zu erwerben, die beiden Dinge waren, die er im Leben haben wollte.